# 富阳镇
富阳镇，是中华人民共和国广西壮族自治区贺州市富川瑶族自治县下辖的一个乡镇级行政单位。

## 行政区划
富阳镇下辖以下地区：
新永社区、仁升社区、阳寿社区、凤凰社区、城东社区、马鞍山社区、新建社区、巩塘村、获庆村、铁耕村、沙汪村、朝阳村、羊公村、竹稍村、茶家村、新坝村、木榔村、山宝村、西屏村、社三村、黄龙村、江塘村、大围村、涝溪村和洋溪村。